# 羅靈斯通鎮區 (明尼蘇達州威諾納縣)
羅靈斯通鎮區（英語：Rollingstone Township）是位於美國明尼蘇達州威諾納縣的一個行政鎮區。

## 地方資料
羅靈斯通鎮區的面積為87.70平方千米，當中陸地面積為77.11平方千米，而水域面積為10.59平方千米。根據2020年美國人口普查的數據，當地共有人口759人，而人口密度為每平方千米8.65人。